# Erbuti
Erbuti ist eine osttimoresische Aldeia im Suco Lausi (Verwaltungsamt Aileu, Gemeinde Aileu). 2015 lebten in der Aldeia 307 Menschen.

## Geographie
Die Aldeia Erbuti bildet den Ostteil des Sucos Lausi. Im Osten befindet sich die Aldeia Lausi und südlich der Suco Lequitura. Nördlich des Monofonihun, eines Nebenflusses des Nördlichen Laclós, liegt der Suco Fahiria. Im Nordosten grenzt Erbuti an das Verwaltungsamt Lequidoe mit seinen Sucos Manucassa, Acubilitoho und Betulau und im Südosten an das Verwaltungsamt Maubisse (Gemeinde Ainaro) mit seinem Suco Maulau.
Am Monofonihun befindet sich das Dorf Erbuti, mit der einzigen Grundschule des Sucos.

## Politik
2023 wurde Duarte Clementino zum Chefe de Aldeia gewählt.